# Шилдс, Лоуренс
Лоуренс Шилдс — американский легкоатлет. На олимпийских играх 1920 года выиграл бронзовую медаль в беге на 1500 метров, показав результат 4.03,0. Также на Олимпиаде 1920 года участвовал в командных соревнованиях на дистанции 3000 метров. Он закончил дистанцию на 8-м месте, а также четвёртым из американских легкоатлетов, что не дало ему право на золотую медаль команды США, так как зачёт был по 3-м лучшим от команды.
Чемпион США среди студентов в беге на 1 милю в 1920 и 1922 годах. После завершения спортивной карьеры он работал тренером в Академии Филлипса.